# 芒碭山
芒碭山，位於河南省永城市北部的黃淮大平原上，屬皖北丘陵的西延部分，有「仙女峰」之稱。芒碭山海拔156.8米高，由10多座小山頭如保安山、僖山、夫子山、鐵角山、黃土山、周山等組成。以漢梁王墓群和漢高祖劉邦斬白蛇一事而聞名。而芒碭山群的總面積超過10平方公里。中國中央電視台曾於2000年播放過一部合共6集的電視連續劇《追蹤309》，正是以永城芒碭山為背景。永城芒砀山旅游区（包括：汉梁王陵景区、刘邦斩蛇处景区、大汉雄风景区、芒砀山地质公园）在2017年，它成为河南省第13个国家5A级景区。。

## 歷史
在春秋時期，芒碭山屬宋國領土。據史書記載，孔子曾經從曹國到宋國期間，恰好經過芒碭山避雨。秦代初秦始皇置碭縣，又置碭郡。這是秦朝實施的郡縣制度三十六郡的其中一郡。後來到了秦朝末年，漢高祖劉邦斬白蛇起義。而陳勝起義之後卻被車夫庄賈殺害，被埋葬於芒碭山主峰南側山腳下。現在該處存有陳勝的墓塚跟郭沫若手書的石碑。但碭縣在西漢時期被分為芒、碭二縣，分屬於梁國和沛郡。梁孝王劉武曾在芒碭山左右建設包括落猿岩、棲龍岫、鶴州、雁池、鳧島等風景的東苑。之後在東漢時，芒縣又改稱臨睢縣。
在東漢末年，曹操曾為了補貼軍費開支而設立「摸金校尉」以及「發丘中郎將」，專門盜取和發掘永城芒碭山山上的漢梁王墓群72船寶物。羅貫中在《三國演義》第二十八回創作過名為「斬蔡陽兄弟釋疑 會古城主臣聚義」的故事，其中描述了劉備、張飛等人曾與曹操爭奪徐州。張飛敗走後據守芒碭山，並築寨稱王。不過當中的真偽未有定論； 在另一部小說《水滸傳》中，芒碭山是道士出身的山賊樊瑞夥同項充、李袞等人盤據的根據地，後樊瑞比拚道術敗於梁山泊的公孫勝，被梁山勢力收編。
此後，芒碭山被歷代的一些將領用作興建宮室或據點。例如唐代詩人李白的《丁都護歌》寫道：「雲陽上征去，兩岸饒商賈。 吳牛喘月時，拖船一何苦。 水濁不可飲，壺漿半成土。 一唱督護歌，心摧淚如雨。 萬人系盤石，無由達江滸。 君看石芒碭，掩淚悲千古。」所記述的是唐朝皇室徵召百姓到芒碭山上建宮室。另外，明代末年流寇李自成亦佔據過芒碭山抗衡明軍。在1935年至1945年，抗日戰爭爆發。不少人民以芒碭山為防空洞避難。結果，多人死亡，連抗日運動烈士鲁雨亭亦在此殉難。於1980年代，由於採石爆破工程不斷進行，芒碭山群的大部分山體已被嚴重破壞。至1995年春天，芒碭山發生了一宗盜墓案，盜墓賊炸開了漢梁王墓，盜走玉璧等309件寶物。同年9月7日，永城市公安局副政委王學習在永城市薛湖鎮一個窯場內與民警當場拘捕5人。1999年8月9日，王學習再與專案組人員進駐芒碭山，並拘捕了23個盜墓賊。

## 漢王墓群
芒碭山群中的保安山山下共有21座漢代梁國王陵和地下宮殿，其中已被發掘的有7座。據河南省文物局南水北調文物保護辦公室主任及研究所前研究員張志清指出李王後墓是目前在芒碭山發現的漢代梁國王室陵墓中最大的一個，也是中國目前發現規模最大、結構最復雜的石室墓，其規模遠超河北滿城劉勝墓、山東曲阜魯王墓、徐州楚王墓和芒碭山梁孝王的墓。李王後墓有東面及西面兩個墓道。露天開鑿的東墓道總長37.7米，位於芒碭山山峰的東坡。前庭被3000多塊巨大的塞石密封，塞石上刻有序號、尺寸、工匠名字、所處方位、施工次序等有助研究漢代書法、文字、歷法和尺度等。
經現代考古學家清理梁孝王墓群後，掘出的墓道塞石有近3000塊，每塊重1000公斤至2000公斤。該3000塊石頭是為防止後人盜墓而設置的。但是專家推算梁孝王墓群在未被盜掘時的墓道塞石數量應有5700塊至6200塊。此外，埋葬在山上的為西漢梁國八代九個王。考古學家至今在芒碭山柿園的漢墓中發掘出《四神雲氣圖》，現存放於河南省鄭州市河南博物院內。畫中繪畫了墓室主人欲於死後乘龍昇天、追求生世般快樂的理想和願望。另一方面，考古學家也於僖山出土了金縷玉衣，濾煙宮燈、罕見玉璧等珍貴文物。1991年，柿園漢墓的發掘工作被評為「全國十大考古新發現」。而在1994年，西漢梁孝王陵寢園的發掘工作也被評為「全國十大考古新發現」。

## 遺跡
芒碭山的南側山腳下布有一座高祖廟用以紀念漢高祖劉邦「斬白蛇起義」一事。除此之外，山上建設了魯雨亭紀念館保留抗日時期的歷史。孔子避雨處、孔子石像以及為紀念孔子而建的文廟均設於芒碭山。

## 相關文獻
- 范曄《後漢書·袁紹傳》：「梁孝王先帝母弟，墳陵尊顯……操率將吏士，親臨發掘，破棺裸屍，掠取金寶，至令聖朝流涕，士民傷懷。」
- 熊會貞《水經注疏》：「操引兵入碭，發梁孝王冢，破棺，收金寶數萬斤。」

## 外部連結
- 行走芒碭群山